# Karl Ruß (Schriftsteller)

Karl Ruß, 1901

Grabstätte des Dr. Karl Russ auf dem Kirchhof der Heilig-Kreuz-Gemeinde in Berlin-Mariendorf

Karl Friedrich Otto Ruß (* 14. Januar 1833 in Baldenburg; † 29. September 1899 in Berlin) war einer der prominentesten Fachbuchautoren im Bereich Vögel, besonders der Vogelhaltung des 19. Jahrhunderts. Er war Begründer und Herausgeber der Zeitschrift „Gefiederte Welt“, einer der traditionsreichsten deutschsprachigen Vogelfachzeitschriften.
Ebenso gab er ab 1876, gemeinsam mit Bruno Dürigen, die Isis. Zeitschrift für alle naturwissenschaftlichen Liebhabereien heraus und verband populärwissenschaftliche Aufklärung mit seinem Engagement für Amateurforscher. Er schrieb auch unter dem Pseudonym Berthold Schwarz.

## Leben und Werk
Ruß, dessen Vater und Großvater beide Apotheker gewesen waren, studierte Pharmazie und legte 1862 in Berlin die Apothokerprüfung ab, da er davon ausging, die Familientradition fortzuführen. Er promovierte 1866 in Rostock. und arbeitete danach mehrere Jahre in verschiedenen norddeutschen Städten als Provisor. Wegen eines „Kehlkopfleidens“ gab er den Apothekerberuf auf. Neben der Pharmazie befasste er sich schon seit seiner Kindheit mit der Vogelkunde, später allgemein mit Naturwissenschaften und wollte die unterschiedlichen Errungenschaften und Fortschritte dieser wissenschaftlichen Disziplin einem breiten Publikum zugänglich machen. In diesem Zusammenhang orientierte er sich an seinem großen Vorbild, dem Zoologen Emil Adolf Roßmäßler. 1859 trat Ruß erstmals öffentlich mit einem längeren Gedicht zum Tode Alexander von Humboldts in Erscheinung und siedelte sich 1867 Berlin an. Er widmete sich von nun an ganz der Schriftstellerei. In seinem Buch Deutsche Bürger- und Bauern-Predigten zeigte er sich als Anhänger des Sozialreformers Hermann Schulze-Delitzsch und trat für „Pressefreiheit“ und mehr „Rechte der Arbeiter“ ein.
Ruß schrieb Bücher zur Warenkunde für Hausfrauen, bevor er sich fast ausschließlich der Ornithologie und dem Vogelschutz widmete.  Ruß war auch regelmäßiger Mitarbeiter der Gartenlaube, der Leipziger Illustrirten Zeitung, Unsere Zeit. Deutsche Revue der Gegenwart und von Westermanns Monatsheften.
Er führte zahlreiche beobachtende Forschungen an heimischen und exotischen Vogelarten durch. Seine Beobachtungen veröffentlichte Karl Ruß in mehreren Büchern u. a. das Handbuch für Vogelliebhaber, Züchter und Händler von 1872, in dem er Zucht und Pflege einheimischer Vogelarten beschrieb. Im Jahr 1878 folgte ein weiterer Band dieses Handbuches. Hier beschrieb Ruß die Haltung und Pflege verschiedener exotischer Vogelarten. Der Ornithologe Philipp Leopold Martin würdigte ihn: „Karl Russ hat das Verdienst sich erworben, der Erste zu sein, der mit Umsicht, Geduld und Opfer es dahin gebracht, in kaum 10 Jahren an 150 fremdländischen Vögelarten zu pflegen, wovon 63 Arten wirklich gebrütet haben. Das Beispiel welches Russ geliefert hat, musste nothwendig eifrige Nachahmer finden und hat das Berliner Aquarium unter A. Brehm's Leitung sich in der Vögelzüchtung auf eine staunenswerthe Höhe bereits erhoben.“ Im September 1880 berichtete Karl Ruß erstmals auf einer Versammlung der Deutschen Naturforscher und Ärzte in Danzig über seine Forschungen.
Sein Sohn Karl Ruß jun., der auch an der Redaktion der Zeitschrift Die gefiederte Welt beteiligt war, starb wenige Monate vor seinem Vater. Karl Ruß wohnte zuletzt in der Belle-Alliance-Straße 81. Er starb am 29. September 1899 an einem Herzschlag. Er wurde auf dem Heilig-Kreuz-Kirchhof in Mariendorf beigesetzt.

## Dedikationsnamen
Otto Finsch ehrte ihn 1877 in Ploceus russi, ein Name der heute als Synonym für den Blutschnabelweber (Quelea quelea (Linnaeus, 1758)) steht. Bereits zwei Jahre vorher, im Jahr 1875, widmete ihm Anton Reichenow Lagonosticta russi, ein Synonym für den Senegalamarant (Lagonosticta senegala (Linnaeus, 1766))

## Werke

Die sprechenden Papageien. 1898. Buchdeckel

- Deutsche Bürger- und Bauern-Predigten. C. M. Roskowski, Bromberg 1862, Digitalisat
- Die Orts- und Familien-Namen im preußischen Polen. In: Globus. Illustrirte Zeitschrift für Länder- und Volkskunde. Band 6, Hildburghausen 1864, S. 152–154.
- In der freien Natur. Schilderungen aus d. Thier- und Pflanzenwelt . 
  - Erste Reihe. Böttcher, Berlin 1865 (2. Auflage, Haack, Berlin 1875)[18]
  - Zweite Reihe. Böttcher, Berlin 1868
- Naturwissenschaftliche Blicke ins tägliche Leben. Eduard Trewendt, Breslau 1865
- Berthold Schwarz: Schönheitspflege. Eine Gabe für jeden Toilettentisch.  Haack,  Berlin 1866 (2. Auflage 1874)[19]
- Rathgeber auf dem Wochenmarkte. Eine Ergänzung zu jedem Kochbuch. Eduard Trewendt, Breslau 1867[20]
- Waarenkunde für die Frauenwelt. 3 Bände. Eduard Trewendt, Breslau
  - Band 1. Nahrungs- und Genussmittel. 1868, Digitalisat
  - Band 2. Hauswirtschafts-Gegenstände. 1868
  - Band 3. Arznei-, Farbewaaren und Schönheitsmittel. 1869
- Meine Freunde. Lebensbilder und Schilderungen aus der Thierwelt. Boettcher, Berlin 1868 (2. umgearb. Auflage, Haack, Berlin 1878)
- Durch Feld und Wald. Bilder aus dem Naturleben. Mit Illustrationen von Robert Kretschmer. F. A. Brockhaus, Leipzig 1868 (2. Auflage 1875)
- Natur- und Kulturbilder. Mit 2 sauber in Holzschnitt ausgeführten Titelbildern nach Zeichnungen von Robert Kretschmer. Eduard Trewendt, Breslau 1868, Digitalisat
- Hauswirthschaftliches Lexikon. Ein Nachschlagebuch für zahlreiche Vorkommnisse des täglichen Lebens. Eduard Trewendt, Breslau 1870.[21]
- Die Vogelzucht, ein beachtenswerther Erwerbszweig. In: Der Arbeiterfreund. Zeitschrift des Centralvereins für das Wohl der arbeitenden Klassen. 10. Jg., Halle 1872, S. 81–89.[22] Digitalisat
- Skildringar ur djur- och växtverlden. Flodin, Stockholm 1873 (= Naturvetenskap för alla 2)
- Handbuch für Vogelliebhaber, -Züchter und Händler. I. Fremdländische Stubenvögel. 2. völlig umgearbeitete Auflage. Carl Rümpler, Hannover 1878 Digitalisat
- Der Kanarienvogel. Seine Naturgeschichte, Pflege und Zucht. Carl Rümpler, Hannover 1880, Digitalisat
  - Canary birds : how to breed for profit or pleasure, an exhaustive treatise on all the different breeds, with chapters on pairing, colour, breeding, feeding cages, nesting, egg food, sanitary measures, diseases to which the canary bird is subject, &c., &c . Authorised translation. Dean, London 1880
- Die Brieftaube ein Hand- und Lehrbuch für ihre Verpflegung, Züchtung und Abrichtung. Carl Rümpler, Hannover 1877
- Die Prachtfinken, ihre Naturgeschichte, Pflege und Zucht. Carl Rümpler, Hannover 1879 (2., verb. und vermehrte Auflage, Creutzsche Verlagsbuchhandlung, Magdeburg 1898)
- Die fremdländischen Stubenvögel. Ihre Naturgeschichte, Pflege und Zucht. 
  - Band 1. Die körnerfressenden fremdländischen Stubenvögel. Hartfutter- oder Samenfresser. Carl Rümpler, Hannover 1879  Digitalisat
  - Band 2. Die fremdländischen Weichfutterfresser. (Insekten- oder Kerbthierfresser, auch Wurmvögel genannt. Frucht- oder Beerenfresser.) Mit Anhang: Tauben- und Hühnervögel. Creutzsche Verlagsbuchhandlung, Magdeburg 1899 Digitalisat
  - Band 3. Die Papageien. Ihre Naturgeschichte, Pflege, Züchtung und Abrichtung. Carl Rümpler, Hannover Digitalisat
  - Band 4. Lehrbuch der Stubenvogelpflege. Abrichtung und -Zucht. Mit 2 chromolithographischen Tafeln. Creutzsche Verlagsbuchhandlung, Magdeburg 1888 Digitalisat
- Vögel der Heimat. Unsere Vogelwelt in Lebensbildern. Mit 40 Farbendrucktaf. nach Original-Aquarellen von Emil Schmidt. Tempsky, Wien 1887
- Der Wellensittich. Carl Rümpler, Hannover 1880 (4. Auflage, Creutzsche Verlagsbuchhandlung, Magdeburg 1898)
- Sprechende Papageien. Ein Hand- und Lehrbuch. 2. vermehrte Auflage, Creutzsche Verlagsbuchhandlung, Magdeburg 1887, Digitalisat
  - The speaking parrots. A scientific manual by Karl Russ. Translated by Leonora Schultze, and revised by Karl Russ. L. Upcott Gill, London 1884 Digitalisat
- Allerlei sprechendes gefiedertes Volk. Raben- oder krähenartige Vögel mit Einschluss der Pfeifkrähen oder Flötenvögel und der Laubenvögel, Pastorvogel, Starvögel, Drosseln, Kanarienvögel und Gimpel oder Dompfaff. Ein Hand- und Lehrbuch. Creutzsche Verlagsbuchhandlung, Magdeburg 1889 Digitalisat
- Das heimische Naturleben im Kreislauf des Jahres. Ein Jahrbuch der Natur. Unter Mitwirkung hervorragender Fachgelehrten und Kenner. Robert Oppenheim, Berlin 1889
- Geflügelzucht als landwirthschaftliche Nutzung. In: Theodor von der Goltz (Hrsg.): Handbuch der gesamten Landwirtschaft. Teil 3. Die landwirtschaftliche Tierhaltung und die landwirtschaftlichen Nebengewerbe. Bearbeitet von M. Wilckens. Lauppsche Verlagsbuchhandlung, Tübingen 1890[23]
- Vogelzucht-Buch. Stubenvogelzüchtung zum Vergnügen, zum Erwerb und für wissenschaftliche Zwecke. Ein Handbüchlein für alle Züchter, vornehmlich für Anfänger. Creutzsche Verlagsbuchhandlung, Magdeburg 1891. (3. Auflage 1896)
- Das Huhn als Nutzgeflügel für die Haus- u. Landwirthschaft. 2. verb. Auflage. Creutzsche Verlagsbuchhandlung, Magdeburg 1894
- Der Graupapagei. Seine Naturgeschichte, Pflege, Abrichtung und Züchtung. Creutzsche Verlagsbuchhandlung, Magdeburg 1896 Digitalisat
- Die Amazonenpapageien. Ihre Naturgeschichte, Pflege und Abrichtung. Creutzsche Verlagsbuchhandlung, Magdeburg 1896

### Herausgeber
- Die gefiederte Welt. Hrsg. von Karl Ruß. Berlin, Magdeburg 1872–1899, Digitalisat
- Emil Adolf Roßmäßler: Mein Leben und Streben im Verkehr mit der Natur und dem Volke. Nach dem Tode des Verfassers herausgegeben von Karl Ruß. Carl Rümpler, Hannover 1874
- Isis. Zeitschrift für alle naturwissenschaftlichen Liebhabereien. Verkehrsblatt für naturgeschichtlichen Kauf und Tausch. Hrsg. von Karl Ruß und Bruno Dürigen. Gerschel, Berlin 1876–1889, Jahrgang 1879 Digitalisat
- Vogelschutzbuch. Neu hrsg. und zeitgemäss bearbeitet von Dr. Karl Ruß. E. Schotte und Voigt, Berlin 1881
- Reinhold Eduard Hoffmann: Seewasser-Aquarium im Zimmer für den Druck bearbeitet und herausgegeben von Karl Ruß. Creutzsche Verlagsbuchhandlung, Magdeburg 1886